# سندباد دریانورد (فیلم ۱۹۴۷)
سندباد دریانورد (انگلیسی: Sinbad the Sailor) فیلمی در ژانر فانتزی به کارگردانی ریچارد والاس است که در سال ۱۹۴۷ منتشر شد.

## بازیگران
- مورین اوهارا
- والتر اسلزاک
- آنتونی کوئین
- جورج توبیاس
- جین گریر
- مایک مازورکی
- آلن نیپی‌یر
- برد دکستر
- شلدون لنرد
- جان میلجان